# مک‌نیر (دهانه)
مک‌نیر یک دهانه برخوردی در سمت پنهان ماه است.این دهانه در نیمکره جنوبی نیمه پنهان ماه قرار گرفته‌است.قسمتی از حلقه این دهانه با دهانه جارویس تداخل داشته و هردو حلقه همسانی را در اشتراک دارند.
این دهانه ویژگی کاسه شکلی  با حلقه بیرونی ساییده شده دارد.چند دهانه باریک و یک بریدگی نازک نیز در قسمت جنوبی آن به چشم میخورد.سطح داخلی آن ساده بود و ویژگی خاصی ندارد.
نام این دهانه در سال ۱۹۸۸و به یادبود رونالد مک نیر که در انفجار فضاپیمای چلنجر در تاریخ ۲۸زانویه ۱۹۸۶کشته شد توسط IAU (اتحادیه بین‌المللی اخترشناسی) به نام او ثبت گردید.این دهانه قبلاً بورمان A نام داشت.